# My Brilliant Friend
My Brilliant Friend é uma série de televisão ítalo-americana de drama criada por Saverio Costanzo para a HBO, RAI e TIMvision. Constituída de quatro temporadas de oito episódios, é uma adaptação da tetralogia homônima, de Elena Ferrante. Trata-se de uma coprodução das produtoras italianas Wildside, Fandango, The Apartment, Mowe e do grupo internacional de cinema Umedia.
A primeira temporada estreou na HBO, em 18 de novembro de 2018, e, na Rai 1 e TIMvision, em 27 de novembro de 2018. Uma segunda temporada, baseada no segundo livro da tetralogia de Ferrante e intitulada História do Novo Sobrenome, foi confirmada em dezembro de 2018, e estreou na Rai 1, em 10 de fevereiro de 2020, e na HBO, em 16 de março de 2020. Os dois primeiros episódios da segunda temporada foram lançados nos cinemas italianos de 27 a 29 de janeiro de 2020.